# Őrült Ló
Őrült Ló (lakota nyelven Tȟašúŋke Witkó, azaz szó szerint "Őrült a lova", angolul Crazy Horse) vagy Szilaj Ló (Dél-Dakota, 1840 vagy 1849. december 4. – Fort Robinson, 1877. szeptember 5.) lakota sziú törzsfőnök, az oglala altörzs vezetője a 19. században. 
Fellázadt az amerikai szövetségi kormány és a fehér telepesek gyarmatosító tevékenysége ellen, valamint népe hagyományainak megőrzése érdekében. Az 1876-os sziú háború számos csatájában részt vett, valamint Ülő Bika oldalán vezetője volt a sziú csapatoknak a Little Bighorn-i csata idején, ahol megrendítő vereséget mértek George Armstrong Custer csapataira (Custer maga is elesett a csatában). Ezen győzelme mind népe, mind ellenségei körében rettegett és tisztelt vezetővé tette.
1877-ben megadta magát George Crook csapatainak, négy hónappal később, 1877 szeptemberében pedig belehalt a sérülésébe, amelyet egy bajonettes katonai őr okozott neki, mondván, hogy Őrült Ló megpróbált ellenállni a rabosításnak.
Őrült Ló egyike az amerikai történelem legismertebb és leginkább tisztelt őslakos harcosainak, a U.S. Postal Service 1982-ben 13¢-es bélyeget adott ki tiszteletére.